# Orest Lenczyk
Orest Lenczyk, né le 28 décembre 1942 à Sanok et mort le 11 juin 2024, est un footballeur polonais, puis entraîneur.

## Carrière d'entraîneur
- 1970-1971 :  Karpaty Krosno
- 1972-1972 :  Stal Rzeszów, assistant
- 1972-1974 :  Siarka Tarnobrzeg
- 1974-1975 :  Stal Mielec, assistant
- 1975-1976 :  Wisła Cracovie, assistant
- 1976-1979 :  Wisła Cracovie
- 1979-1981 :  Śląsk Wrocław
- 1982-1984 :  Ruch Chorzów
- 1984-1985 :  Wisła Cracovie
- 1985-1986 :  LKS Igloopol Dębica
- 1987-1988 :  Widzew Łódź
- 1990-1991 :  GKS Katowice
- 1994-1994 :  Wisła Cracovie
- 1995-1995 :  Pogoń Szczecin
- 1995-1996 :  GKS Katowice
- 1996-1999 :  Ruch Chorzów
- 1999-1999 :  GKS Bełchatów, entraîneur-coordinateur
- 1999-2000 :  Widzew Łódź
- 2000-2001 :  Wisła Cracovie
- 2002-2002 :  Ruch Chorzów
- 2005-2008 :  GKS Bełchatów
- 2009:  Zagłębie Lubin
- 2009-2010 :  KS Cracovia
- 2010-2012 :  Śląsk Wrocław
- 2013-2014 :  Zaglebie Lubin

### Palmarès
- Championnat de Pologne (2): 1978 (Wisła Cracovie), 2012 (Śląsk Wrocław)
- Vice-champion de Pologne (2): 2007 (GKS Bełchatów) et 2011 (Śląsk Wrocław)
- Entraîneur de l'année (2): 1990 et 2006